# Partido Verde Liberal da Suíça
O Partido Verde Liberal da Suíça (em alemão: Grünliberale Partei der Schweiz glp; em italiano, Partito Verde-Liberale pvl; em francês, Parti vert'libéral pvl; em romanche, Partida Verda-Liberala, pvl) é um partido político suíço de centro, fundado em 2007, através de uma secessão d'Os Verdes.

## Resultados Eleitorais

### Eleições legislativas
| Data | CI. | Votos   | %           | +/- | Conselho dos Estados | +/-     | Conselho Nacional | +/- |
| ---- | --- | ------- | ----------- | --- | -------------------- | ------- | ----------------- | --- |
| 2007 | 7.º | 33 104  | 1,4 / 100,0 |     | 1 / 46               |         | 3 / 200           |     |
| 2011 | 6.º | 130 041 | 5,4 / 100,0 | 4,0 | 2 / 46               | 1       | 12 / 200          | 9   |
| 2015 | 6.º | 116 641 | 4,6 / 100,0 | 0,8 | 0 / 46               | 2       | 7 / 200           | 5   |
| 2019 | 6.º | 189 162 | 7,8 / 100,0 | 3,2 | 0 / 46               | Estável | 16 / 200          | 9   |

### Eleições para o Conselho Federal
| Data | Conselheiros Federais | +/-     |
| ---- | --------------------- | ------- |
| 2007 | 0 / 7                 |         |
| 2008 | 0 / 7                 | Estável |
| 2009 | 0 / 7                 | Estável |
| 2010 | 0 / 7                 | Estável |
| 2011 | 0 / 7                 | Estável |
| 2015 | 0 / 7                 | Estável |
| 2017 | 0 / 7                 | Estável |
| 2018 | 0 / 7                 | Estável |
| 2019 | 0 / 7                 | Estável |